# Аэропорт Гледка
Аэропо́рт Гле́дка (болг. Летище Гледка — бывший аэропорт города Кырджали (Болгария). Расположен в 5 км к юго-востоку от центра города. Связан с городом шоссе №5, уходящим далее на юг к погранпереходу Маказа (граница с Грецией).
Ещё в 1960-е обсуждалась идея связать Кырджали как бурно развивающийся промышленный центр с системой авиаперевозок в Болгарии. И в 1970 году на окраине города открылся небольшой аэропорт с длиной полосы 450 м. Он использовался для базирования вертолётов Ми-1, Ка-26 и Ми-8, а также небольших самолётов Ан-2 и Ан-14. Использовался также как аэродром сельскохозяйственной авиации. В аэропорту трудилось до 30 человек персонала.
17 сентября 1971 году случилась катастрофа Ан-14 с бортовым номером LZ 7005, который следовал из Кырджали в Софию. Машиной управляла подполковник Сийка Цончева – опытный пилот с большим стажем и первая женщина-пилот в болгарской авиации, управлявшая военным, гражданским самолётом и вертолётом. На борту было 4 члена экипажа и 8 пассажиров. Над Рильскими горами видимость резко ухудшилась, и полёт проходил по указаниям диспетчера в Софии. Диспетчер перепутал отметки Ан-14 и турецкого самолёта на большей высоте — в результате самолёт Цончевой врезался в скалу. Чудом остался жив один из пассажиров — футболист ФК «Арда» Христо Геренски.
В 80-х количество рейсов стало сокращаться, и в 1986 году аэропорт был выведен из эксплуатации. Для сбора метеорологической информации до 2003 года использовался его радар (колпак радара сейчас виден с дороги).
В 2012 году появилось сообщение о заинтересованном инвесторе, который собирался восстановить аэропорт для региональных перелётов — в том числе в Грецию и Турцию. Однако договориться не удалось. Позже территория аэропорта была передана национальной компании «Индустриальные зоны» — вероятно площадь будет использована под промышленную застройку, хотя областной управитель в 2018-м снова выразил надежду на возрождение аэропорта.
На взлётно-посадочной полосе аэропорта проводились нелегальные гонки. Все эти годы он продолжает изредка принимать случайные вертолёты (во время визитов политиков или при срочной эвакуации силами санитарной авиации), а также, судя по видео в сети, самолёты сверхлёгкой авиации.
Похожая ситуация сложилась и в других бывших региональных аэропортах Болгарии — заброшены и никак не используются аэропорты Сливена, Видина, Тырговиште, Русе, Хасково и другие.